# Donald Margulies
Donald Margulies (New York, 2 settembre 1954) è un drammaturgo e sceneggiatore statunitense.

## Biografia
Attivo nel panorama teatrale statunitense sin dagli anni ottanta, nel 1992 Margulies ha ottenuto un primo grande successo con Sight Unseen, che gli valse la sua prima candidatura al Premio Pulitzer per la drammaturgia. Ricevette una seconda candidatura nel 1997 con Collected Stories e vinse finalmente il premio nel 2000, con la pièce Dinner with Friends. Successivamente ha scritto diversi altri dramma, tra cui Brooklyn Boy (2003), Time Stands Still (2009) e Long Lost (2019). Margulies ha curato anche diversi adattamenti di opere teatrali precedenti, tra cui Dio di vendetta di Sholem Asch nel 2000. Nel 2019 è stato eletto membro dell'American Academy of Arts and Sciences. Margulies insegna drammaturgia all'Università Yale.
È sposato con Lynn Street e la coppia ha avuto un figlio, Miles.

## Opere teatrali
- Luna Park, 1982
- Resting Place, 1982
- Gifted Children, 1983
- Found a Peanut, 1984
- What's Wrong with This Picture?, 1985
- The Model Apartment, 1988
- The Loman Family Picnic, 1989
- Pitching to the Star, 1990
- Sight Unseen, 1991
- July 7, 1994, 1995
- Collected Stories, 1996
- Dinner with Friends, 1998
- God of Vengeance, 2000
- Brooklyn Boy, 2003
- Shipwrecked! An Entertainment, 2007
- Time Stands Still, 2009
- Coney Island Christmas, 2012
- The Country House, 2014
- Long Lost, 2019

## Filmografia

### Sceneggiatore
- Ancora una volta - serie TV, 1 episodio (1999)
- A cena da amici - film TV (2001)